# El Gran Combo
El Gran Combo est un groupe portoricain de salsa. Il se constitue après la séparation du combo de Rafael Cortijo en 1962.

## Histoire

### Débuts et succès
Ce groupe est nommé « El Gran Combo » par l'imprésario Rafael Alvarez Guedes, qui a contribué à la production de l'album Menéame los mangos. Le groupe est formé en mai 1962,. Les membres du groupe incluent Rafaél Ithier, Eddie Pérez, Héctor Santos, Kito Vélez, Martín Quiñones, Miguel Cruz et Roberto Roena et l'artiste dominicain Josíto Mateo. Le groupe reçoit le surnom de La Unversidad de la Salsa (l'Université de la Salsa) en Colombie en raison de son succès,,,.
Leur première intervention publique a lieu au Rock and Roll Club à Bayamón (Porto Rico). Leurs apparitions à la radio et à la télévision confirment la découverte de cette formation musicale. Le chanteur Chiqui Rivera quitte le groupe, et est remplacé par Junior Montañez, remarqué pour sa performance vocale lors d'une émission de radio où il avait chanté une chanson de Bobby Capó. Peu de temps après, il se fait appeler Andy Montáñez. Roberto Roena rejoint le groupe et lui reste fidèle pendant les sept années suivantes, jusqu'à ce qu'il ait formé son propre groupe, l'Apollo Sound.
Le premier album du groupe Acángana sort en 1963, seulement deux jours avant l'assassinat du président américain John F. Kennedy. Après cet événement, la distribution de l'album à Porto Rico a été suspendue, mais l'album est distribué au Mexique, au Panama et au Venezuela où l'album est largement diffusé. L'album est ensuite distribué à New York, puis à Porto Rico, où il devient disque d'or[réf. nécessaire].
Le groupe obtient un grand succès dans des concerts dans des dancings latinos partout à New York tels que le Palladium Ballroom, dans le centre de Manhattan et El Caborrojeño, l'année après la sortie de ce premier album[réf. nécessaire]. Ce succès fraye la voie à des performances semblables dans d'autres pays, tels que la République dominicaine, Panama, la Colombie et le Venezuela. Dans toute l'Amérique latine, l'album se classe en tête des charts. Cette popularité permet aussi au groupe de gagner un contrat exclusif avec la télévision portoricaine sur El Show de las 12. La popularité s'ensuivant du spectacle à la télé a augmenté la demande du groupe dans tous les sortes de danses et des événements de musique et a poussé les ventes de leur album encore plus haut[réf. nécessaire].
La survie du groupe est mise à l'épreuve deux ans plus tard avec le départ et le remplacement de plusieurs de ses membres. Roberto Roena et Elías Lopés sont remplacés par Serrano Edwin Cortés. Héctor Santos et Víctor Pérez sont aussi partis et sont remplacés de José Duchesne et Mike Torres, remplacé plus tard par Tommy Sánchez. Plus tard, Edwin Cortés est parti, et est remplacé de Gerardo Cruz, qui est resté avec le groupe pendant les dix années suivantes. Malgré ces changements, le groupe a prospéré et obtient le prix Agueybaná de Oro à Porto Rico, en tant que meilleur groupe en 1969.

### Années 1970
La décennie suivante commence avec encore plus de changements avec le remplacement de Milton Correa par Miguel Marrero. Mike Ramos arrive pour remplacer Mike Torres, et est par la suite remplacé par Alfredo (Taty) Maldonado[réf. nécessaire]. Les problèmes avec des labels discographiques ont amené le groupe à produire leurs albums en tant qu'artistes indépendants, forçant un des membres à hypothéquer sa maison pour financer les charges liée à la production. Cela aboutit à la création de leur propre label: EGC et sa première production, l'album El Momo d'Oro[réf. nécessaire].
En 1971, le trombone, joué par Epifanio (Fanny Ceballo), fait son apparition dans le groupe. Fanny Ceballo reste avec le groupe jusqu'à sa mort du cancer en 1991. Le nouvel album incluant ce nouvel instrument est De punta en punta qui inclut des hits classiques tels que Don Goyo, Achilipú et Le dicen papá. L'album gagne le prix du meilleur album au Festival du disque d'or de Miami[réf. nécessaire]. Peu de temps après, Pellín Rodríguez quitte le groupe et entame une carrière solo, il est remplacé par Marcos Montañez, le frère d'Andy Montañez, qui a travaillé avec le groupe pendant seulement six mois, lui-même remplacé par le sonero virtuose, Charlie Aponte. En 1975, Miguel Cruz, un des membres fondateurs du groupe, démissionne le groupe pour des raisons de santé, et est remplacé par Fernando Pérez[réf. nécessaire].
L'année suivante, le groupe est récompensé à la Nouvelle Orléans et a obtenu la récompense présidentielle du Venezuela du meilleure orchestre de musique international en 1977. Mais cette année voit aussi le départ à la retraite de Martin Quiñones et le départ d'Andy Montáñez, qui part pour chanter avec le groupe vénézuélien La Dimensión Latina. 
La sortie du disque d'or El Gran Combo en Las Vegas en 1978 apaise les craintes de ceux qui s'inquiétaient des changements des membres du groupe À la fin des années 1970, l'orchestre gagne d'autres récompenses, dont celle de l'Institut Portoricain de la Culture[réf. nécessaire].

### Depuis les années 1980
Dans les années 1980 sort un autre album disque d'or : Aquí no se sienta nadie suivi d'une tournée au Pérou, couronné de succès. L'année suivante ils pénètrent le marché mexicain et obtient la récompense Silver Caldendar Award[réf. nécessaire].
Pour leur vingtième anniversaire, le groupe reçoit plusieurs récompenses locales et internationales, telles que El Congo d'Oro en Colombie, celle du Sénat de Porto Rico et un autre de la ville de Dorado et le prix Paoli. Deux ans plus tard, ils visitent l'Alaska, apportant le son chaud de la salsa à ce climat neigeux et produit l'album Breaking the Ice - El Gran Combo en Alaska qui a été nommé pour un Grammy. Cette année l'orchestre gagne encore le prix Paoli. Leur succès était à ce moment-là vraiment international : Royaume-Uni, Suisse, Pays-Bas, Allemagne, Espagne, Argentine, Venezuela, Japon, États-Unis et ailleurs dans le monde entier.
En 1982, ils célèbrent leur 25e anniversaire au Madison Square Garden de New York, pour un concert historique. L'événement est bientôt suivi par encore plus de récompenses telle que El Guayaquil Luminoso de l'Équateur, le Premio Aplausos du meilleur groupe, la Chambre des députés de Porto Rico et un autre des villes de Bayamón et de Juncos[réf. nécessaire].
Cinq ans plus tard, pour leur trentième anniversaire, des événements spéciaux semblables sont planifiés pour célébrer l'occasion. Des célébrations ont lieu à Madrid, en Espagne, où les spectateurs et la presse se sont extasiés. De retour à Porto Rico, le Sénat leur attribue une résolution proclamant le groupe « Ambassadeurs de Notre Musique ». L'ultime étape de cette célébration est un concert dans le stade Hiram-Bithorn de San Juan en présence de trente mille fans, rejoints par Andy Montañez, Gilberto Santa Rosa, Jerry Rivera, Alex D'Castro, Johnny Ventura (es) et La Sonora Ponceña[réf. nécessaire].
En 2021, Virgil Rivera quitte l'orchestre et est remplacé par Josué Urbina. Le 3 juin 2022, le pianiste et directeur musical Willie Sotelo décède des suites d'un cancer. José « Lenni » Prieto remplace Sotelo au piano. En 2022, le premier trompettiste Luis « Taty » Maldonado prend sa retraite, tout en restant administrateur de l'orchestre. Il est remplacé par Julito Alvarado. 

## Discographie sélective
No hay cama pa' tanta gente, Brujeria, El Menú, Timbalero (Para los rumberos, 79), La Muerte, Aguacero…
Des artistes ont rendu hommage au Gran Combo :
- Grupo Galé : Homenaje al Gran Combo en 2001
- Prodigio Claudio : Mi Homenaje Al Gran Combo